# Преодолевая гравитацию
«Преодолевая гравитацию» (англ. Defying Gravity) — американский независимый фильм, который был снят всего за 13 дней. «Достойной второсортной картиной и слабым первоклассным фильмом» эту работу режиссёра Джона Кейтеля назвало издание San Francisco Chronicle.

## Сюжет
Соседи по общежитию Грифф и Пит влюблены друг в друга. Но Грифф замкнут в себе, боится признаться, что он гей. Пит хочет чего-то большего, чем просто секс с другом, хочет реальных отношений: просыпаться рядом с любимым, постоянно быть рядом, вместе читать газету, в общем, жить одной семьёй. Однажды Пит подвергся жестокому нападению гомофобов, получив тяжелые ранения и черепно-мозговую травму, оказался в реанимации. Это событие сильно потрясло Гриффа.  По ходу развития сюжета выясняется, что в избиении Пита принимали участие соседи по общежитию. Грифф может помочь следствию. Но для этого он должен объяснить, что они делали с Питом в поздний час в квартале для геев. Грифу приходится изменить своё отношение к жизни.

## В ролях
| Актёр          | Роль   |
| -------------- | ------ |
| Никлаус Ланж   | Тодд   |
| Дэниэл Чилсон  | Грифф  |
| Дон Хэндфилд   | Пит    |
| Ларри Салливан | Оттер  |
| Кевин Спиртас  | бармен |